# Вирсаладзе, Элисо Константиновна
Элисо́ Константи́новна Вирсала́дзе (груз. ელისო კონსტანტინეს ასული ვირსალაძე; род. 14 сентября 1942, Тбилиси) — советская, грузинская и российская пианистка, музыкальный педагог, профессор Московской консерватории. Народная артистка СССР (1989). Лауреат Государственной премии Грузинской ССР им. Ш. Руставели (1983) и Государственной премии РФ (2000).

## Биография

### Начальные годы
Родилась 14 сентября 1942 года в Тбилиси.
В 1950—1960 годах училась в Средней специальной музыкальной школе имени З. П. Палиашвили, в 1960—1966 — в Тбилисской консерватории у своей бабушки А. Д. Вирсаладзе, пианистки и педагога, профессора, народной артистки Грузинской ССР (1960). В 1966—1968 годах училась в аспирантуре Московской консерватории, где её педагогом был Я. И. Зак.
С 1959 года — солистка Тбилисской, с 1977 — Московской филармонии.

### Творческая деятельность
В репертуар пианистки входят сочинения западноевропейских композиторов XVIII—XIX веков (Моцарт, Л. ван Бетховен, Ф. Шуберт, Р. Шуман, Ф. Лист, Ф. Шопен), а также произведения П. И. Чайковского, С. С. Прокофьева и Д. Д. Шостаковича.
Выступала с Симфоническим оркестром Санкт-Петербургской филармонии и Лондонским филармоническим оркестром в Европе, США, Японии. Работала с такими дирижёрами, как Р. Б. Баршай, К. П. Кондрашин, Е. Ф. Светланов, Ю. Х. Темирканов, Р. Мути, К. Зандерлинг, В. Заваллиш и др. Выступала в камерных ансамблях с С. Т. Рихтером, Н. Г. Гутман, О. М. Каганом и другими выдающимися музыкантами.
Её мастерство высоко оценил С. Т. Рихтер, особенно выделяя её интерпретацию произведений Р. Шумана.
Осуществила многочисленные записи, изданные фирмами «Мелодия», «Русский диск», «Live classic» и др.
Начиная с 1975 года — член жюри многочисленных международных конкурсов, в их числе — имени П. И. Чайковского (Москва), имени королевы Елизаветы (Брюссель), имени Ф. Бузони (Больцано), имени Гезы Анды (Цюрих), имени Вианы да Мота (Лиссабон), имени Артура Рубинштейна (Тель-Авив), имени Роберта Шумана (Цвиккау), Сантандера Паломы О’Ши. 

### Педагогическая деятельность
С 1967 года преподает в Московской консерватории (с 1977 года — доцент, с 1993 — профессор). Профессор Высшей Школы Музыки в Мюнхене (1995—2011). С 2010 года — профессор Музыкальной школы Фьезоле под Флоренцией (Италия). Даёт мастер-классы во многих странах мира.
Среди её учеников — лауреаты крупнейших международных конкурсов Б. Березовский, Е. Воскресенская, В. Броневецкий, Я. Кацнельсон, А. Володин, Д. Каприн, М. Коломийцева, А. Осминин, А. Хачатурян, С. Хегай, Л. Акопова, М. Нахапетов, Т. Черничка, О. Мачератини, Э. Миркасимова, Д. Клинтон, Д. Шишкин и другие.

### Благотворительность
Элисо Вирсаладзе — член попечительского совета московского благотворительного фонда помощи хосписам «Вера».

### Семья
- Дочь — Берозашвили Дареджан, 1977 года рождения.

## Награды и звания
- Народная артистка СССР (1989).
- Народная артистка Грузинской ССР (1972)[уточнить].
- Государственная премия Российской Федерации в области литературы и искусства (1999) — за концертные программы 1995—1999 годов.
- Государственная премия Грузинской ССР им. Шота Руставели (1983)[1].
- Премия Роберта Шумана (ГДР, 1976).
- Орден «За заслуги перед Отечеством» IV степени (06.08.2007) — за большой вклад в развитие музыкального искусства и многолетнюю творческую деятельность[4].
- Орден Почёта (25.07.2013) — за большие заслуги в развитии отечественной культуры, телерадиовещания, печати и многолетнюю плодотворную деятельность[5].
- Орден «Знак Почёта» (07.08.1981).
- Орден Трудового Красного Знамени (1976).
- Президентский орден «Сияние» (Грузия, 2017) — за большой личный вклад, внесенный в развитие грузинского и мирового музыкального искусства и за заслуги перед Грузией, а также за плодотворную творческую, педагогическую и общественную деятельность[6].
- Благодарность Президента Российской Федерации (12.04.2002) — за большой вклад в развитие музыкального искусства[7].
- Лауреат VII Всемирного фестиваля молодежи и студентов в Вене (1959, 2 премия, серебряная медаль).
- Лауреат Всесоюзного конкурса музыкантов-исполнителей в Москве (1961, 3 премия).
- Лауреат II Международного конкурса имени Чайковского в Москве (1962, 3 премия, бронзовая медаль).
- Лауреат IV Международного конкурса имени Р. Шумана в Цвиккау (1966, 1 премия, золотая медаль).
- Почётный член Российской академии художеств (2017).